# Piz Linard
Der Piz Linard  ist ein 3410 m ü. M. hoher Berg in den Rätischen Alpen im Kanton Graubünden in der Schweiz. Er ist der höchste Berg der Silvretta, überragt die Ortschaft Lavin im Unterengadin um ca. 2000 m und gilt dadurch als deren Wahrzeichen. Der Piz Linard ist dank seiner markanten Gipfelpyramide aus allen Himmelsrichtungen und aus grosser Distanz gut erkennbar. Für den Normalanstieg, der von der Chamonna Linard durch die Südwand führt, benötigt man etwa 4 Stunden.

## Lage und Umgebung
Der Piz Linard liegt vollständig auf dem Gemeindegebiet von Zernez. Der Piz Linard wird im Süden durch das Unterengadin, im Osten durch die Val Lavinuoz und im Westen durch die Val Sagliains eingefasst. Südlich des Gipfels befindet sich die Chamonna Linard (2327 m), ein häufiger Ausgangspunkt für eine Besteigung des Piz Linard. Talorte sind Lavin und Susch.
Auf der Nordseite liegt die Fuorcla dal Linard, von der man auf den benachbarten Piz Sagliains (3100 m) gelangt. Im Westen befindet sich der Vereinapass, der eine Verbindung zum Flüelapass oder ins Vereinatal darstellt.
Zu den Nachbargipfeln des Piz Linard gehören im Norden das Verstanclahorn (3297 m), im Nordwesten die Plattenhörner (3220 m), im Südwesten der Piz Fless (3020 m) und der Piz Murtera (3043 m), im Südosten der Piz Chapisun (2931 m) und im Nordosten der Piz Campatsch (2957 m) und der Piz Fliana (3281 m).
Der am weitesten entfernte sichtbare Punkt vom Piz Linard befindet sich in nordwestlicher Richtung und ist 273 km entfernt. Er liegt unweit der französischen Stadt Mulhouse in der Region Grand Est.

## Erstbesteigung
Die Erstersteigung des Piz Linard wurde am 1. August 1835 durch den Naturforscher Professor Oswald Heer und den Führer Johann Madutz durchgeführt. Möglicherweise waren bereits früher einheimische Jäger am Gipfel, dies konnte aber nie schlüssig nachgewiesen werden.

## Namensherkunft
Der Geschichtsschreiber Campell aus Susch schreibt um 1570 vom Piz Chünard und behauptet, ein Mann dieses Namens habe den Berg bestiegen und «ein goldenes Kreuz auf den Gipfel getragen». Einen Namen Chünard aus Chuonard hat Campell neben dem ihm wohlbekannten Vornamen Linard bestimmt nicht erfunden. Das Kreuz soll aber nie gefunden worden sein. Im Atlas Suisse (1802) wurde er noch als «Selvreta M»(ons) bezeichnet. «Piz» ist rätoromanisch und bedeutet «Spitze».

## Aussicht
Der freistehende, im weiten Umkreis alles überragende Berg bietet eine entsprechend weitreichende Aussicht: Im Osten sind die Ötztaler Alpen zu sehen, rechts hinter ihnen u. a. die 142 km entfernte Marmolata. Im Südosten breiten sich das Ortlermassiv und die Presanella aus, im Süden die Bernina-Berge, der Monte Disgrazia und der vor ihm stehende Alpenhauptkamm. Im Südwesten sind bei guter Sicht die bis zu 200 km entfernten Walliser Alpen (Monte Rosa, Dom, Weissmies, Weisshorn) zu sehen, nördlich davon die Berner und Glarner Alpen bis hinüber zu Glärnisch, Alpstein, Rätikon und dem Lechquellengebirge.

## Routen zum Gipfel

### Von der Chamonna Linard durch die Südwand, Normalroute

Auf dem Weg zur Chamonna Linard, Piz Linard im Hintergrund

Deutlich einfachster Aufstieg, nicht steinschlagsicher
- Ausgangspunkt: Lavin (1413 m) oder Chamonna Linard (2327 m)
- Via: Glims, Südwand
- Schwierigkeit: WS, bis Lai Glims als Wanderweg weiss-rot-weiss markiert
- Zeitaufwand: 5½–6½ Stunden von Lavin, 3–4 Stunden von der Chamonna Linard, 2½–3 Stunden vom Fuss der Felsen

### Von der Chamonna Linard über den Südsüdwestgrat
- Ausgangspunkt: Lavin (1413 m) oder Chamonna Linard (2327 m)
- Via: Fuorcla da Glims (2802 m), Südsüdwestgrat

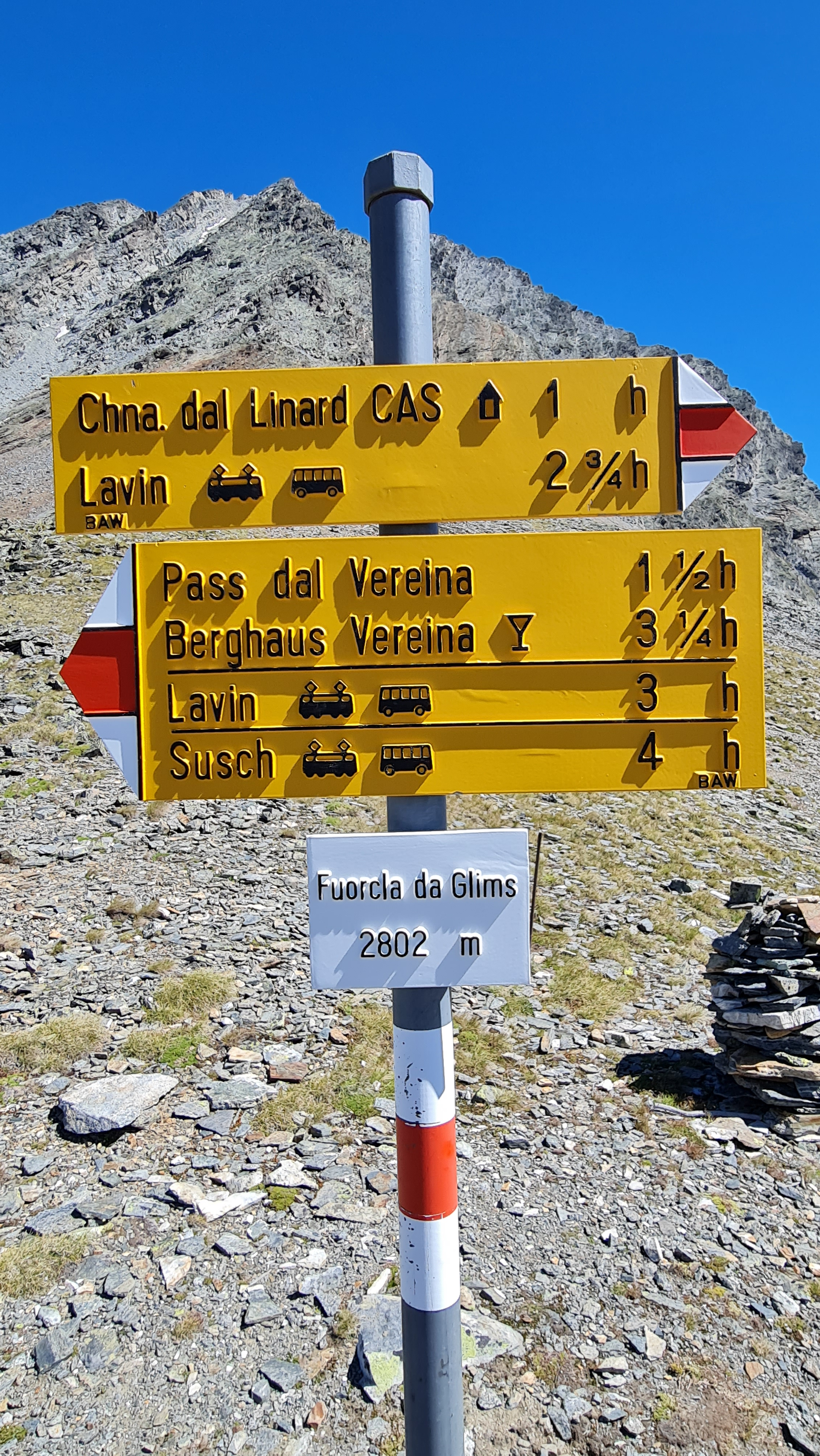
Wegweiser auf der Fuorcla da Glims

- Schwierigkeit: ZS, bis Fuorcla da Glims als Wanderweg weiss-rot-weiss markiert
- Zeitaufwand: 6–7 Stunden von Lavin, 3½–4½ Stunden von der Chamonna Linard

### Von der Chamonna Linard über den Südwestgrat
- Ausgangspunkt: Lavin (1413 m) oder Chamonna Linard (2327 m)
- Via: Fuorcla da Glims (2802 m), Südsüdwestgrat
- Schwierigkeit: S, bis Fuorcla da Glims als Wanderweg weiss-rot-weiss markiert
- Zeitaufwand: 6½ Stunden von Lavin, 4 Stunden von der Chamonna Linard, 3 Stunden vom Gratfuss
- Alternative 1: Via Weilenmann-Rinne zwischen Süd- und Südwestgrat, ZS, gleiche Zeiten
- Alternative 2: Durch Westwandrinne, S, gleiche Zeiten, nicht empfehlenswert wegen Steinschlag

### Vom Vereinapass durch die Westwand und durch die grosse Eisrinne
Nur bei guten Firnverhältnissen zu empfehlen, im untern Teil nicht steinschlagsicher
- Ausgangspunkt: Sagliains (1437 m) oder Berghaus Vereina (1942 m)
- Via: Vereinapass (2585 m), Westwand
- Schwierigkeit: ZS, bis Vereinapass als Wanderweg weiss-rot-weiss markiert (T2)
- Zeitaufwand: 6½–7 Stunden von Sagliains, 5–5½ Stunden vom Berghaus Vereina, 3 Stunden vom Einstieg

### Vom Vereinapass durch die Westwand und durch die nördliche Rinne (Route Purtscheller)
Nicht empfehlenswert wegen Steinschlag
- Ausgangspunkt: Sagliains (1437 m) oder Berghaus Vereina (1942 m)
- Via: Vereinapass (2585 m), Westwand, nördliche Rinne
- Schwierigkeit: ZS, bis Vereinapass als Wanderweg weiss-rot-weiss markiert (T2)
- Zeitaufwand: 6½–7½ Stunden von Sagliains, 5–6 Stunden vom Berghaus Vereina, 3–3½ Stunden vom Einstieg

### Von der Fuorcla dal Linard über den Nordwestgrat
- Ausgangspunkt: Berghaus Vereina (1942 m), Chamanna Marangun (2025 m) oder Lavin (1413 m)
- Via: Fuorcla dal Linard (2940 m), Nordwestgrat
- Schwierigkeit: S
- Zeitaufwand: 6½–7 Stunden vom Berghaus Vereina, 5½–6½ Stunden von der Chamanna Marangun oder 7½–8½ Stunden von Lavin

### Von der Chamanna Marangun durch die Nordwand
Nicht empfehlenswert wegen Steinschlag
- Ausgangspunkt: Chamanna Marangun (2025 m), Lavin (1413 m) oder Berghaus Vereina (1942 m)
- Schwierigkeit: AS
- Zeitaufwand: 8–9 Stunden von der Chamanna Marangun, 10–11 Stunden von Lavin oder 9–10 Stunden vom Berghaus Vereina

### Von der Chamanna Marangun über den Nordostgrat
- Ausgangspunkt: Chamanna Marangun (2025 m), Lavin (1413 m)
- Via: Val Muntanellas
- Schwierigkeit: S
- Zeitaufwand: 4½–5 Stunden von der Chamanna Marangun oder 6½–7 Stunden von Lavin

### Von der Alp d’lmmez durch die Ostwand
Nicht empfehlenswert wegen Steinschlag
- Ausgangspunkt: Lavin (1413 m)
- Via: Alp d’lmmez, Ostwand
- Schwierigkeit: S, bis Alp d’lmmez als Wanderweg weiss-rot-weiss markiert
- Zeitaufwand: 4½–5 Stunden von der Alp d’lmmez, 6¼–6¾ Stunden von Lavin

### Von der Alp d’lmmez über den Südostgrat
Nicht empfehlenswert wegen Steinschlag
- Ausgangspunkt: Lavin (1413 m)
- Via: Alp d’lmmez, Südostgrat
- Schwierigkeit: ZS, bis Alp d’lmmez als Wanderweg weiss-rot-weiss markiert
- Zeitaufwand: 4 Stunden von der Alp d’lmmez, 5¾ Stunden von Lavin

### Von der Chamonna Linard über Linard Pitschen und über den Südostgrat
Oft begangene Route von der Chamonna Linard aus.
- Ausgangspunkt: Lavin (1413 m) oder Chamonna Linard (2327 m)
- Via: Lai Glims, Nordende von Sassauta, Linard Pitschen (2977 m), Sattel zwischen Linard Pitschen und Piz Linard (3033 m), Südostgrat
- Schwierigkeit: ZS, bis Lai Glims als Wanderweg weiss-rot-weiss markiert
- Zeitaufwand: 6½ Stunden von Lavin, 4 Stunden von der Chamonna Linard
- Alternative: Vom Lai Glims direkt zum Sattel zwischen Linard Pitschen und Piz Linard (3033 m), WS+, -1 Stunde

## Galerie

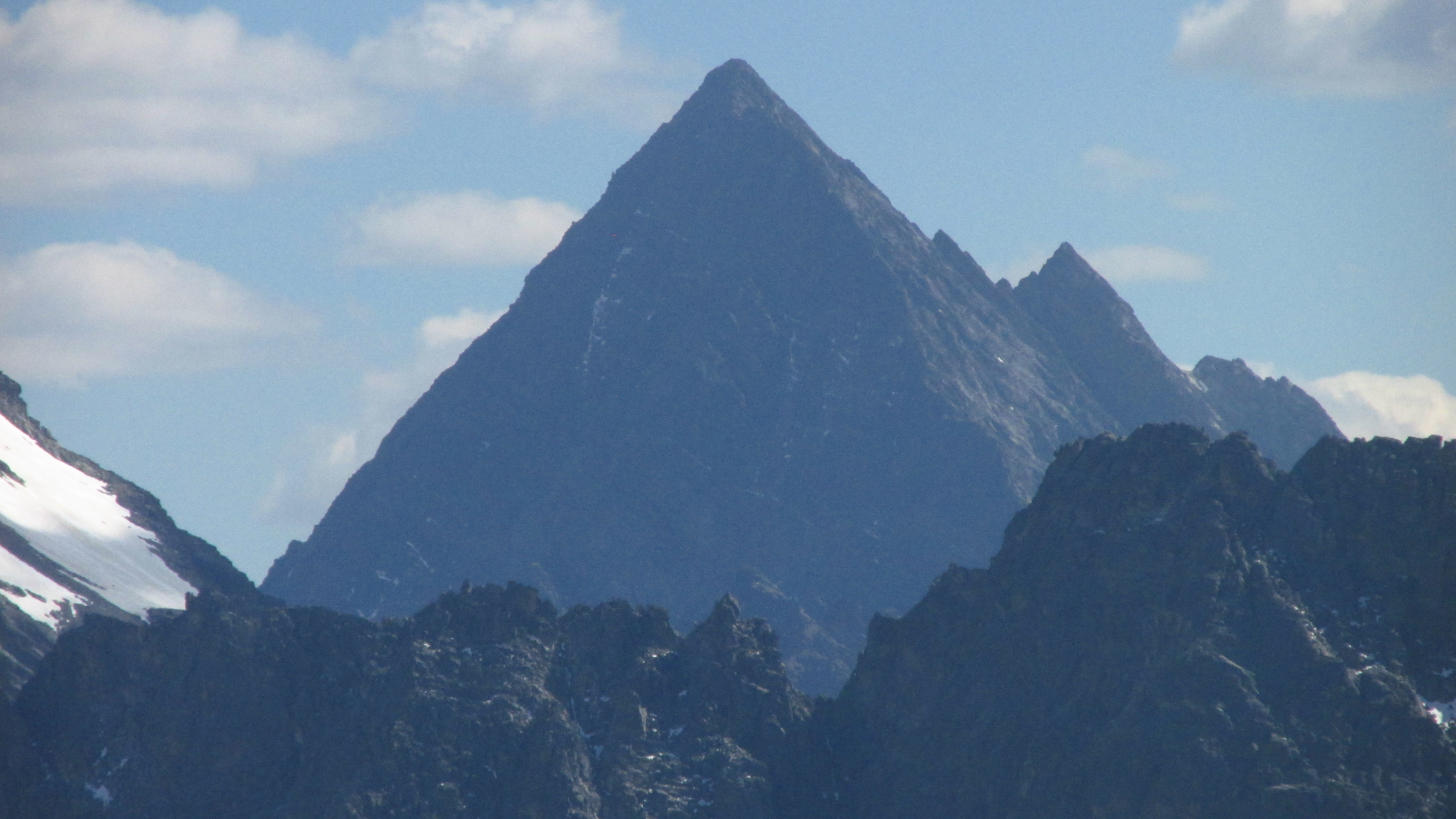
Die Gipfelpyramide des Piz Linard, aus Norden von der Sonntagspitze aus fotografiert.
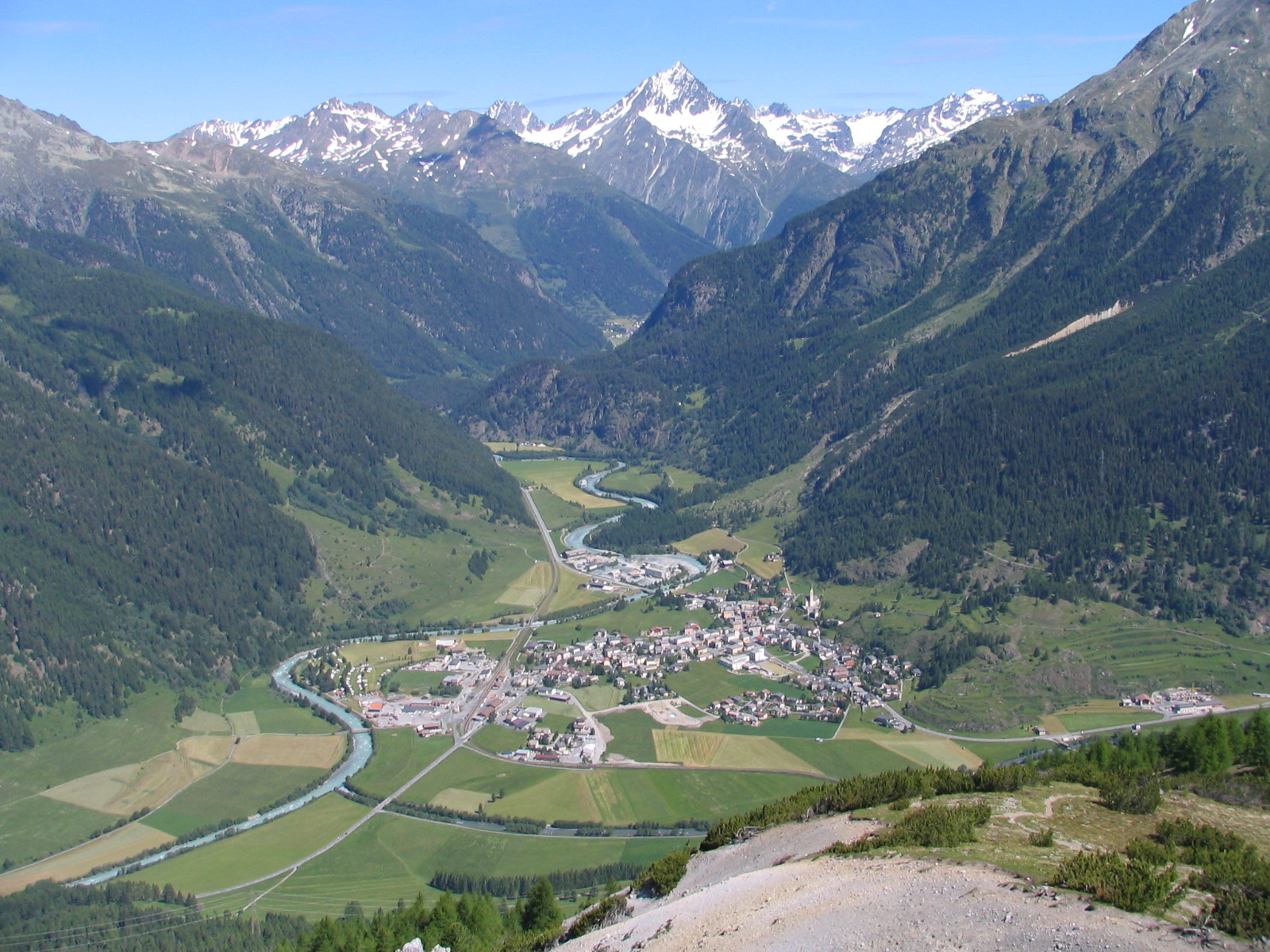
Blick von Süden auf Zernez, im Hintergrund thront der Piz Linard über dem Tal.
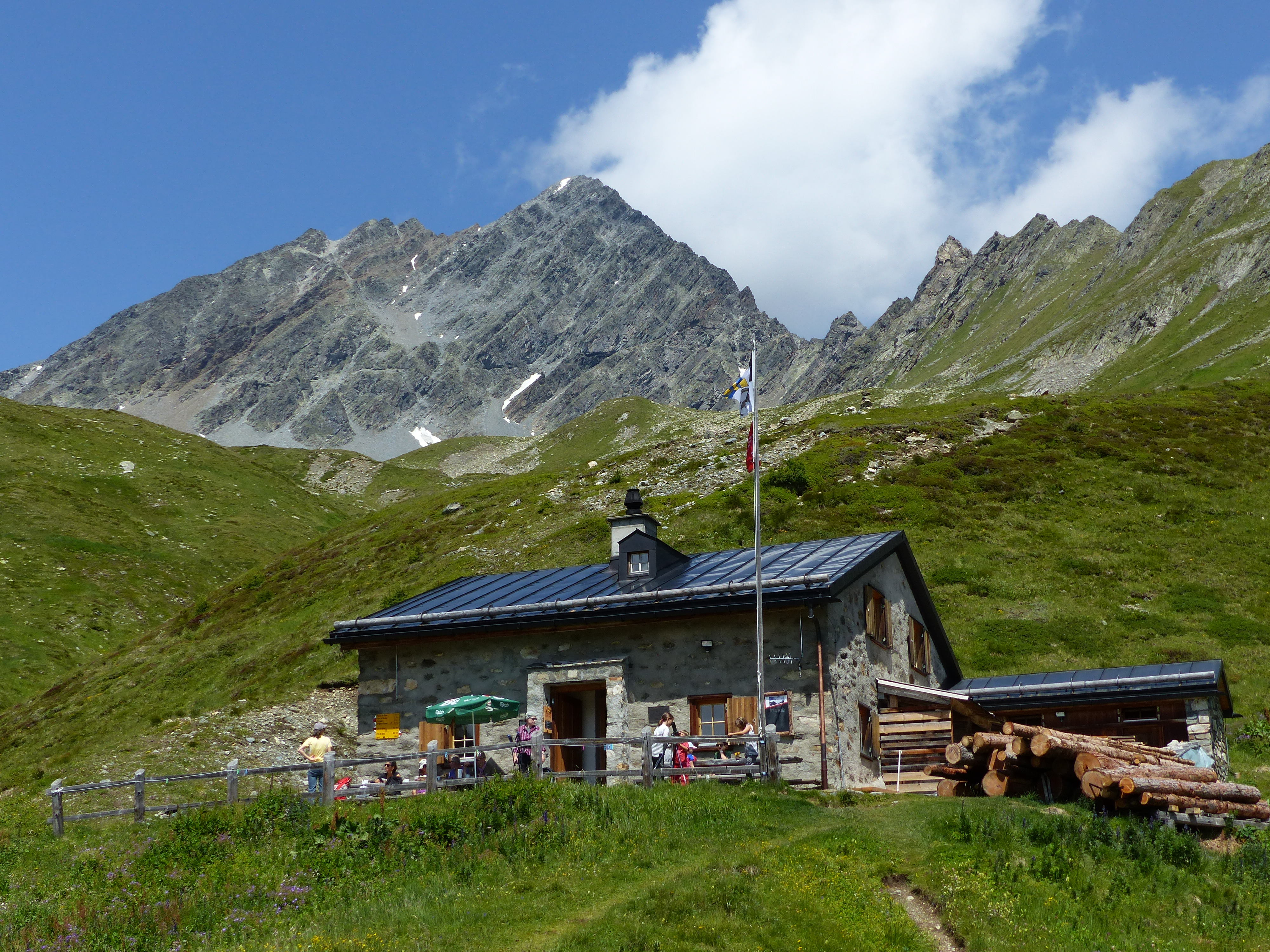
Die Chamonna Linard und der Piz Linard, aus Süden betrachtet.
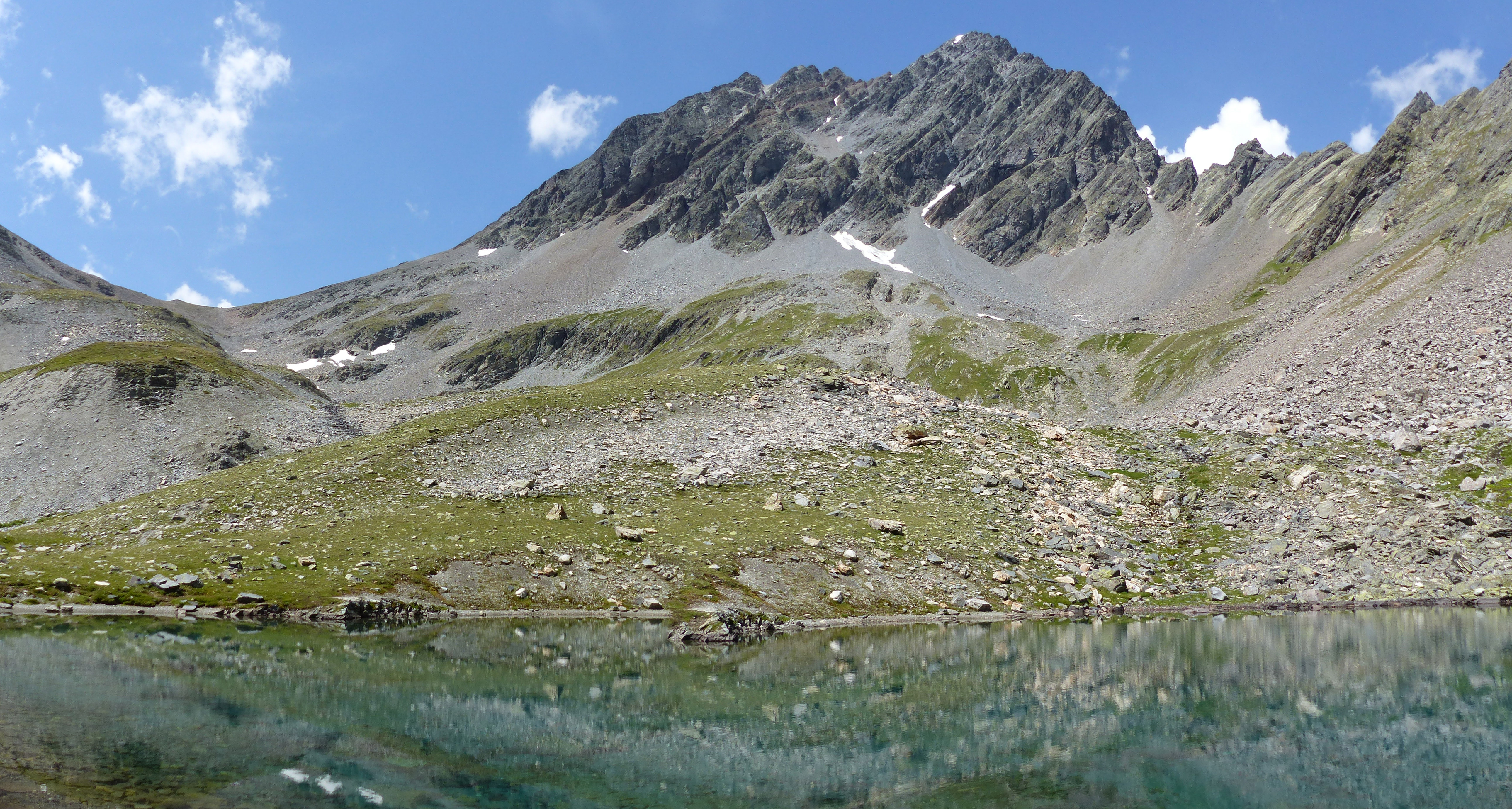
Lai Glims mit Piz Linard.
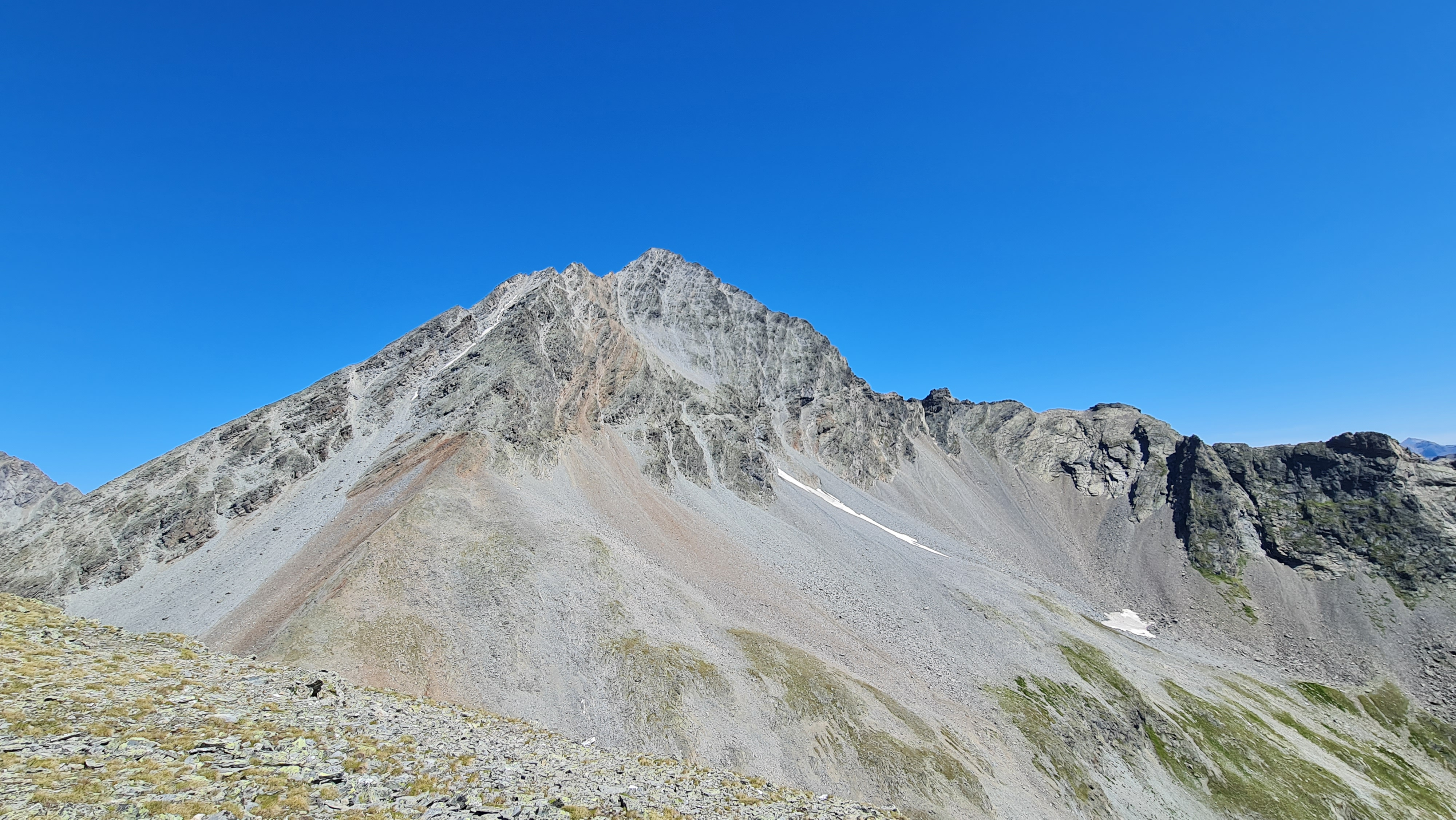
Aus Südwesten: Blick vom Piz Glims zum Piz Linard. Südwestgrat links, Südsüdwestgrat in der Mitte, Normalroute in der Südwand rechts davon und Südostgrat rechts.
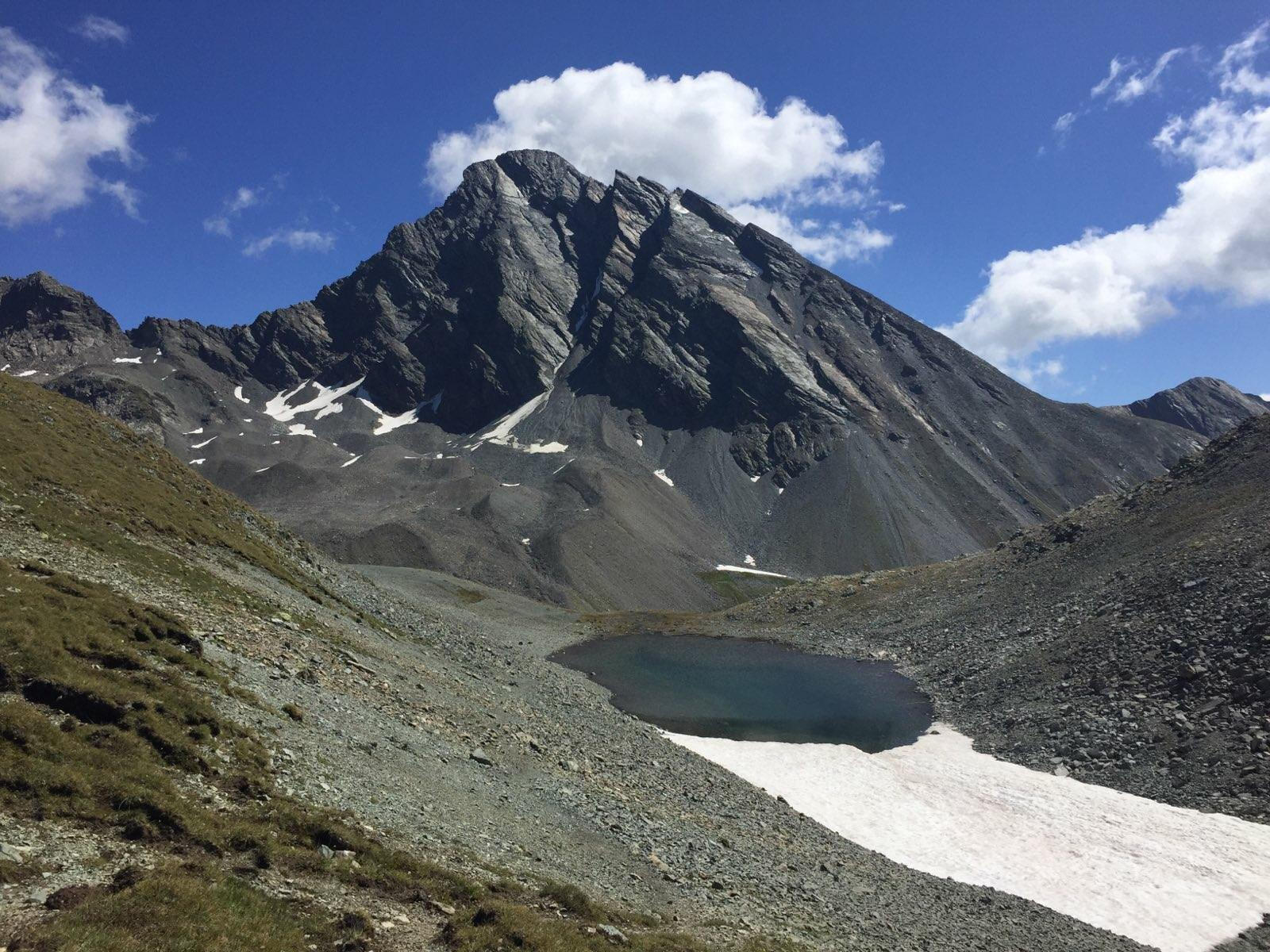
Piz Linard, aus westlicher Richtung vom Vereinapass aus betrachtet.